# Oddo Biasini
Pour les articles homonymes, voir Biasini.
Oddo Biasini (né le 13 mai 1917 à Cesena et mort le 8 juillet 2009 dans la même ville) est un homme politique italien, membre du Parti républicain italien (PRI).

## Biographie

### Les débuts en politique
Titulaire d'une laurea de lettres et enseignant de profession, il rejoint le Parti républicain italien en 1944.
À l'occasion des élections générales des 19 et 20 mai 1968, il est élu à la Chambre des députés dans la circonscription de Bologne. Il est nommé secrétaire d'État du ministère de l'Instruction publique le 14 décembre suivant. Il est relevé de ses fonctions le 2 avril 1970, mais les retrouve dès le 7 août suivant. Finalement, le PRI se retire de la coalition au pouvoir le 1er mars 1971, ce qui le contraint à quitter son poste.

### Un dirigeant du PRI
Réélu à la Chambre aux élections anticipées des 7 et 8 mai 1972, il est élu, le 25, président du groupe du PRI, remplaçant Ugo La Malfa. Ce dernier abandonne, en février 1975, le poste de secrétaire politique du parti, et Biasini prend sa succession. Un an plus tard, le 24 février 1976, Oronzo Reale le remplace à la présidence du groupe parlementaire républicain.

### Ministre et député de premier plan
Il conserve son mandat aux élections anticipées des 20 et 21 juin 1976 et des 3 et 4 juin 1979, puis démissionne, en septembre suivant, du secrétariat du PRI, au profit de Giovanni Spadolini.
Il est choisi, le 5 janvier 1980, pour présider la commission d'enquête parlementaire sur l'enlèvement et l'assassinat d'Aldo Moro, ancien président du Conseil et figure de la Démocratie chrétienne (DC).
Le 4 avril 1980, Francesco Cossiga forme son second gouvernement, auquel les républicains participent. À cette occasion, Oddo Biasini est nommé ministre pour les Biens culturels et environnementaux. Reconduit, le 18 octobre suivant, dans le gouvernement d'Arnaldo Forlani, il n'est pas maintenu en poste lorsque Spadolini devient président du Conseil, le 26 mai 1981.

### Fin de carrière et décès
Aux élections anticipées des 26 et 27 juin 1983, il est réélu pour un dernier mandat et devient vice-président de la Chambre des députés, sous la présidence de la communiste Nilde Iotti. Il ne se représente pas en 1987 et se retire de la vie politique.
Souffrant d'une longue maladie, il meurt en 2009, à son domicile de Cesena.